# Дьяконов, Владислав Дмитриевич
Владислав Дмитриевич Дья́конов (22 апреля 1928, Вологда, Вологодская губерния, РСФСР, СССР — 13 августа 2017, Уфа, Республика Башкортостан, Россия) — советский и российский организатор авиационного производства. Директор Уфимского моторостроительного завода (1977—1978), генеральный директор Уфимского моторостроительного производственного объединения (1978—1986). Герой Социалистического Труда.

## Биография

### Происхождение
Владислав Дмитриевич Дьяконов родился 22 апреля 1928 года в г. Вологде, он был единственным ребёнком в семье рабочего.
Отец Владислава Дмитриевича — Дмитрий Павлович Дьяконов (1904—1974). В 1930 г. глава семьи, говоря языком того времени, завербовался и переехал в город Рыбинск Ивановской Промышленной области (ныне Ярославской). Он работал на авиационном двигателестроительном заводе № 26, дойдя в дальнейшем до должности начальника цеха. С началом Великой Отечественной войны в 1941 году Дьяконовы вместе с заводом были эвакуированы в город Уфу. По её окончании, после частичной реэвакуации предприятия, Дмитрий Павлович продолжил работу в Рыбинске начальником цеха на заводе № 36 Министерства авиационной промышленности СССР.
Мать, Агнея Евгеньевна Дьяконова (1904—1967), была домохозяйкой.

### Хроника профессиональной деятельности
- с 1936: учился в школе (г. Рыбинск);
- с 1941: продолжил учёбу в школе по месту эвакуации семьи (г. Уфа);
- 1943—1944: студент Уфимского авиационного техникума;
- 1944—1945: учился на подготовительном отделении Уфимского филиала Московского нефтяного института им. И. М. Губкина, окончил его и был принят на 1 курс филиала МНИ;
- 1945—1947: студент вечернего отделения Уфимского авиационного института им. С. Орджоникидзе;
- 1945—1947: технолог механического цеха 3в2 на заводе № 26 Наркомата авиационной промышленности СССР (г. Черниковск, ныне г. Уфа);
- 1947—1951: студент механико-машиностроительного факультета Ленинградского политехнического института им. М. И. Калинина, окончил ЛПИ по специальности «Машины, аппараты и установки предприятий лёгкой промышленности (полиграфические машины)» с квалификацией «инженер-механик»;[3]
- 1951: начальник смены (мастер) цеха № 1 Щербаковского завода полиграфических машин (г. Щербаков, ныне г. Рыбинск);
- 1951—1952: заместитель начальника цеха № 1 Щербаковского ЗПМ;
- 1952—1954: старший мастер, начальник группы на заводе № 36 Минавиапрома СССР (г. Щербаков);
- 1954—1955: начальник БЦК (бюро цехового контроля) на заводе № 36;
- 1955—1961: начальник БЦК механического цеха № 23 на заводе № 26 Минавиапрома СССР (Черниковск/Уфа);
- 1961—1962: заместитель начальника механического цеха № 22а по технической части на заводе № 26;
- 1962—1968: начальника цеха № 22а на заводе № 26 (с 1967 — Уфимский моторостроительный завод);
- 1968: исполняющий обязанности заместителя главного инженера — начальник отдела механизации и автоматизации УМЗ;
- 1968—1969: заместитель главного инженера УМЗ по новой технике;
- 1969—1977: заместитель директора УМЗ по основному производству;
- март 1977[4] — январь 1978: директор Уфимского моторостроительного завода;
- январь 1978[5] — июль 1986:[6][7] генеральный директор Уфимского моторостроительного производственного объединения (УМПО);
- 1984: защитил в Московском авиационном технологическом институте им. К. Э. Циолковского диссертацию на соискание учёной степени кандидата технических наук (присуждена в 1985);➤[8]
- 1986—1987: заместитель начальника Уральского филиала Научно-исследовательского института технологии и организации производства двигателей (НИИД) по научному направлению, г. Уфа;
- 1987: заведующий опытным производством Института проблем сверхпластичности металлов АН СССР, г. Уфа;
- 1988: исполняющий обязанности директора СКТБ «Тантал» при Уфимском авиационном институте;
- 1989: заведующий отделом Института проблем сверхпластичности металлов АН СССР;
- 1990—1992: главный инженер ИПСМ АН СССР;
- 1993—1996: заместитель главного металлурга УМПО;
- 1996—2000: ведущий инженер-технолог отдела главного металлурга УМПО;
- 2000—2005: заместитель директора основного производства в г. Москве (УМПО);
- 2005—2017: советник генерального директора (с 2011 — управляющего директора) ОАО «УМПО».

## Во главе УМПО
За время, в течение которого В. Д. Дьяконов руководил объединением, в номенклатуре основного производства появился ряд сложнейших современных изделий — двигателей для боевой авиации. В том числе:
- Предприятие принимало участие в изготовлении деталей и узлов двигателей, разработанных под руководством генерального конструктора Н. Д. Кузнецова: НК-25 (заводской индекс — изделие «Е») для дальнего сверхзвукового бомбардировщика-ракетоносца Ту-22М, серийное производство с 1977 г.; НК-32 (изделие «Р») для сверхзвукового стратегического бомбардировщика-ракетоносца Ту-160, серийное производство с 1983 г.
- В 1980 году начато производство бесфорсажного турбореактивного двигателя Р-95Ш (главный конструктор С. А. Гаврилов) для войскового самолёта-штурмовика Су-25.
- С 1981 года УМПО выпускает двигатели четвёртого поколения АЛ-31Ф (изделие «99»; генеральный конструктор А. М. Люлька) для многоцелевого истребителя Су-27.

В. Д. Дьяконов руководил серийным производством широкого спектра традиционных для предприятия авиационных и короткоресурсных двигателей, а также освоением и выпуском ряда товаров народного потребления (малолитражных карбюраторных двигателей ЗИД-4,5 и УМЗ-6, средств малой механизации приусадебного хозяйства — мотоблоков).
Работая на предприятии, В. Д. Дьяконов проявил себя технически грамотным специалистом, опытным, инициативным и требовательным руководителем, способным оперативно и квалифицированно решать организационные и технические вопросы производства.
Под его руководством на УМЗ/УМПО проводилась большая работа по непрерывному техническому совершенствованию производства, внедрению новой техники и научной организации труда. Были разработаны и внедрены технологические процессы изготовления деталей сложной конфигурации на станках с числовым программным управлением и обрабатывающих центрах, проведена реконструкция механических, литейных и кузнечных цехов. В. Д. Дьяконов уделял большое внимание вопросам, связанным с применением ЭВМ для планирования производства и проведения инженерных расчётов.
Эти меры позволили значительно повысить производительность труда и экономическую эффективность работы, что способствовало успешному выполнению коллективом объединения государственных планов. План десятой пятилетки (1976—1980) по производительности труда и объёму основного производства был выполнен предприятием досрочно, 1 апреля 1980 г. Объём производства по сравнению с 1975 г. увеличился в 1,52 раза, при этом 95 процентов прироста было получено за счёт роста производительности труда. В 1979 году автомобильное производство УМПО досрочно, 26 декабря, выполнило план; сверх плана было отгружено 10000 двигателей УЗАМ-412.

«В ходе освоения производства более совершенных изделий в объединении внедрено свыше 170 принципиально новых технологических процессов, позволяющих, в частности, в несколько раз повысить коэффициент использования металла, обеспечить его экономное расходование. Техническое совершенствование производства, внедрение научной организации труда, комплексной механизации и автоматизации дало нам за пятилетку экономию в 68 миллионов рублей».— Из интервью В. Дьяконова.
В. Д. Дьяконов являлся инициатором использования для нужд производства и народного хозяйства двигателей и узлов, выработавших свой первоначальный ресурс на стенде и в эксплуатации. Это позволило сэкономить миллионы рублей государственных средств и более 4 тысяч тонн высоколегированной стали и цветных металлов.

## Научная деятельность
В начале 1980-х гг. под руководством и при непосредственном участии В. Д. Дьяконова в УМПО впервые в авиационной промышленности был разработан и внедрён в производство комплексный технологический процесс изготовления деталей сложного профиля из титановых сплавов с использованием эффекта сверхпластичности. Результаты этой работы легли в основу кандидатской диссертации Владислава Дмитриевича.
В. Д. Дьяконов — автор научных публикаций, в течение ряда лет он вёл научно-педагогическую деятельность в Уфимском авиационном институте. Имеет несколько авторских свидетельств на изобретения.

## Общественно-политическая деятельность
- 1952—1955: окончил вечерний университет марксизма-ленинизма при Щербаковском горкоме КПСС;
- с 1963: член КПСС;
- 1971—1973, 1973—1975, 1975—1977: депутат Уфимского городского Совета депутатов трудящихся;
- с 1975: член Уфимского горкома КПСС;
- 1977—1979: член исполкома Уфимского городского Совета народных депутатов;
- член Башкирского обкома КПСС;
- 1979—1984, 1984—1989: депутат Совета Союза Верховного Совета СССР 10 и 11 созывов по избирательному округу № 350;[14]
- 1981, 1986: делегат XXVI[15] и XXVII[16] съездов КПСС.

## Признание
- 1980: Герой Социалистического Труда — «за большие заслуги в деле освоения новой техники и досрочное выполнение заданий десятой пятилетки по повышению производительности труда и объёму основного производства»;[17]
- 1980: орден Ленина;
- 1975: орден Октябрьской Революции — «за успехи в выполнении задания пятилетнего плана и большие достижения в освоении производства новых двигателей»;[18]
- 1971: орден Трудового Красного Знамени — «за успешное выполнение пятилетнего плана 1966—1970 гг.»;[19]
- 1966: медаль «За трудовую доблесть» — «за успешное выполнение плана 1959—1965 гг., создание и производство новых видов техники»;[20]
- 1970: медаль «За доблестный труд. В ознаменование 100-летия со дня рождения Владимира Ильича Ленина»;
- 1984: медаль «Ветеран труда» — «за многолетний добросовестный труд»;[21]
- 1981: Золотая медаль ВДНХ СССР;[22]
- 1996: звание «Почётный моторостроитель объединения»[23].

## Авторские свидетельства и рационализаторские предложения
1. Авторское свидетельство 816658. Авторы изобретения: О. А. Кайбышев, И. А. Климов, В. Д. Дьяконов, В. Ф. Пширков. СПОСОБ ИЗГОТОВЛЕНИЯ ПОЛЫХ ИЗДЕЛИЙ. Изобретение относится к обработке металлов давлением и может быть использовано при изготовлении пустотелых изделий. Заявлено: 03.05.79. Опубликовано: 30.03.1981. Бюллетень № 12;
2. Авторское свидетельство 992238. Авторы изобретения: Ю. Т. Вовк, В. Д. Дьяконов, А. Н. Васильев, А. Н. Юртова, С. И. Гусева. СПОСОБ ДЕКОРАТИВНОЙ ОТДЕЛКИ ИЗДЕЛИЙ ИЗ МЕТАЛЛОВ. Изобретение относится к декоративному искусству, в частности к способу декоративной отделки изделий из металлов. Заявлено: 04.09.1980. Опубликовано: 30.01.1983. Бюллетень № 4;
3. Авторское свидетельство 1001512. Авторы изобретения: Ю. Г. Кирюхин, A. П. Цисин, В. Д. Дьяконов. ИНДУКЦИОННАЯ КАНАЛЬНАЯ ПЕЧЬ. Изобретение относится к литейному производству, а именно к плавке в канальных печах и автоматизированной разливке металла при помощи электромагнитных насосов, и предназначено для плавки металла и порционной управляемой разливки. Заявлено: 18.11.81. Опубликовано: 28.02.1983. Бюллетень № 8;
4. Авторское свидетельство SU 1009809 А. Авторы изобретения: В. П. Васильковский, А. Я. Дорофиенко, В. Д. Дьяконов, М. Р. Кавицкий, Б. Н. Казаринов, В. И. Койрес, А. Ф. Куниченко, Я. П. Портной, П. А. Пылайкин, В. М. Синицкий, В. В. Черданцев. ВЕРТИКАЛЬНЫЙ ГИДРАВЛИЧЕСКИЙ ПРЕСС, содержащий станину в виде связанных колоннами нижней и верхней поперечин и горизонтальные прошивные системы… Заявлено: 04.11.1981. Опубликовано: 07.04.1983. Бюллетень № 13.

От внедрения рационализаторских предложений В. Д. Дьяконова была получена экономия около 2 миллионов рублей (данные 1978 года).

## Семья
Жена Владислава Дмитриевича, Ирина Николаевна Дьяконова (девичья фамилия Абрамова; 1927, г. Грозный — 2009, г. Уфа) — терапевт. Работала врачом в поликлинике № 1 Ново-Уфимского нефтеперерабатывающего завода, затем заведующей терапевтическим отделением больницы № 18, г. Уфа.
Дочь Ольга Владиславовна Быкова (Дьяконова; род. 1952, г. Щербаков, Ярославская обл.) — инженер-строитель. Работала в институте «НИИпромстрой», г. Уфа.
Дочь Марина Владиславовна Дьяконова (род. 1958, Уфа) — врач.